# Trevante Rhodes
Trevante Nemour Rhodes (Ponchatoula, 10 februari 1990) is een Amerikaans acteur en voormalig atleet.

## Biografie
Trevante Rhodes werd in 1990 geboren in Ponchatoula. Op tienjarige leeftijd verhuisde hij met zijn familie naar Little Elm (Texas). In high school speelde hij American football als running back en nam hij deel aan sprintwedstrijden. Hij was gespecialiseerd in de loopnummers van 100 en 200 meter. In 2009 won hij met de Verenigde Staten op de Pan-Amerikaanse kampioenschappen onder 20 jaar goud op de 4 x 100 meter estafette.
Na zijn studies aan de Universiteit van Texas in Austin verhuisde Rhodes naar Los Angeles om er een acteercarrière uit te bouwen. In 2013 maakte hij zijn filmdebuut in de komedie Josep and Shawn. In 2016 volgde met Barry Jenkins' dramafilm Moonlight zijn grote doorbraak. De film werd in 2017 bekroond met de Oscar voor beste film. In 2016 werkte hij ook mee aan een aflevering van de HBO-serie Westworld.
In januari 2017 werd Rhodes gecast in de sciencefiction-actiefilm The Predator (2018). In 2018 werkte hij ook mee aan de videoclip van het nummer "Family Feud" van Jay-Z en Beyoncé.
In 2018 speelt hij ook een rol in Bird Box, een film op Netflix met Sandra Bullock.

## Filmografie
Film
- Josep and Shawn (2013)
- Open Windows (2014)
- The Night Is Young (2015)
- Moonlight (2016)
- Smartass (2016)
- Shangri-La Suite (2016)
- Lady Luck (2016)
- Burning Sands (2017)
- Song to Song (2017)
- 12 Strong (2018)
- The Predator (2018)
- Bird Box (2018)
- The United States vs. Billie Holiday (2021)

Televisie
- Gang Related (2014)
- If Loving You Is Wrong (2015–2016)
- Westworld (2016)
- The Infamous (2016) (tv-film)
- Mike (2022)